# Ahnebergen
Ahnebergen is een plaats in de Duitse gemeente Dörverden, deelstaat Nedersaksen, en telt 200 inwoners.